# SN 2008cr
SN 2008cr – supernowa typu Ia odkryta 2 kwietnia 2008 roku w galaktyce A114334+4622. W momencie odkrycia miała maksymalną jasność 22,50m.